# Öffentlicher Verkehr in Neapel

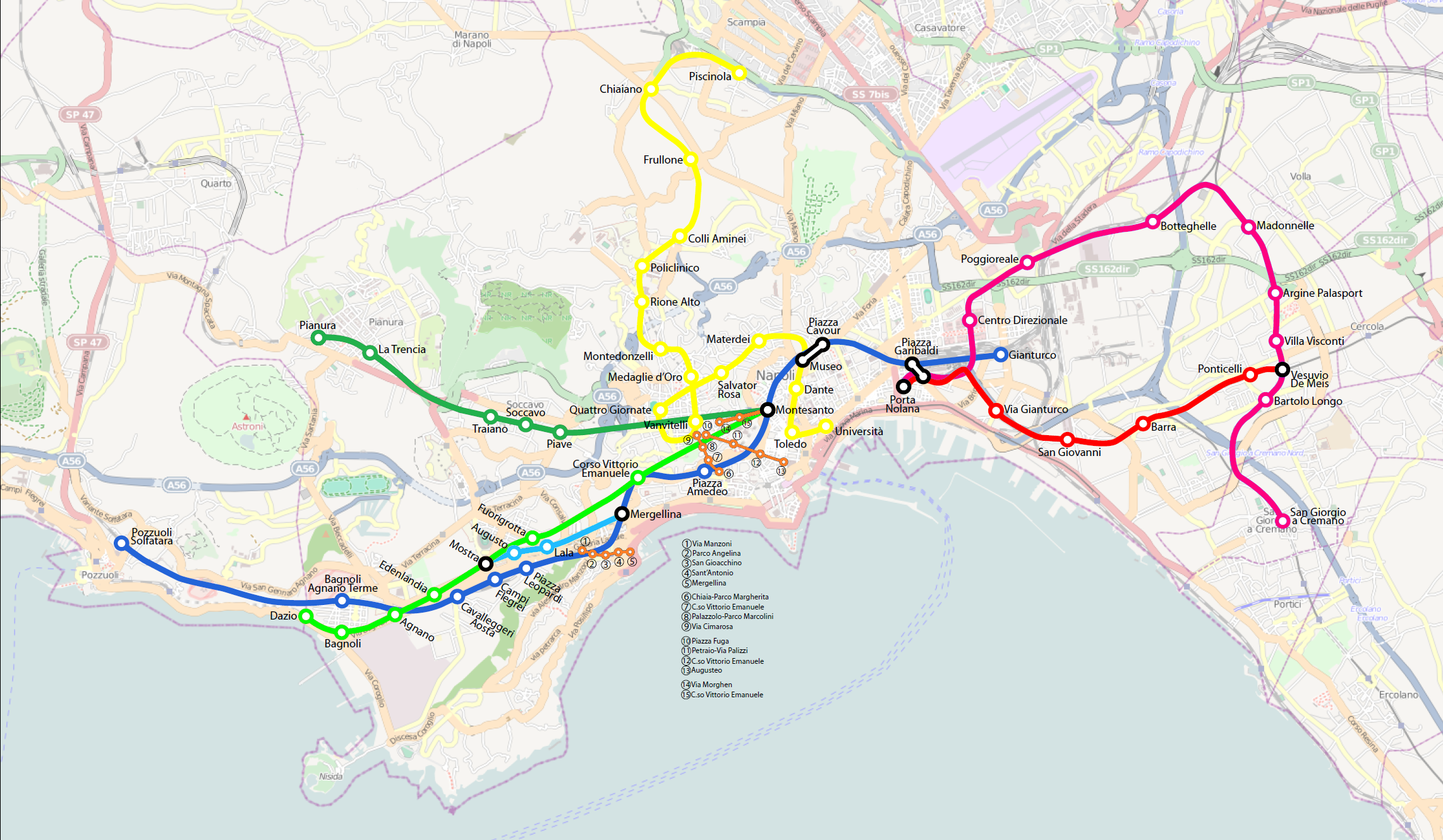
Linie 1 U-Bahn Garibaldi–Piscinola (ANM)
Linie 2 S-Bahn Pozzuoli–Gianturco (Trenitalia)
Linie 6 U-Bahn Mostra–Mergellina (ANM)
Circumvesuviana Porta Nolana–San Giorgio (EAV)
Circumvesuviana Porta Nolana–Vesuvio de Meis (EAV)
Circumflegrea Montesanto–Pianura (EAV)
Cumana Dazio–Montesanto (EAV)
Standseilbahnen (ANM)

Der Öffentliche Verkehr in Neapel umfasst schienen- und straßengebundene Transportmittel, die die italienische Stadt Neapel und deren Agglomeration erschließen. Das Netz besteht aus zwei U-Bahn-Linien, vier S-Bahn-Linien, acht schmalspurige Vorortbahn-Linien, drei Straßenbahn-Linien, vier Standseilbahnen, vier O-Bus-Linien, 63 Omnibuslinien, 11 Schulbuslinien. Nachts verkehren 14 Nachtbuslinien.

## Betreiber
Die meisten Verkehrsmittel werden durch die Azienda Napoletana Mobilità (ANM) betrieben, die 2013 aus der Fusion von Metronapoli, der ehemaligen ANM und Napolipark hervorging. Metronapoli war der Betreiber der beiden U-Bahn-Linien und der Standseilbahnen, ANM betrieb die Straßenbahn- und Omnibuslinien, Napolipark war der Betreiber der öffentlichen Parkhäuser der Stadt.
Die S-Bahn- und Regionalbahn-Linien werden durch die Ente Autonomo Volturno (EAV) betrieben – eine lokale Elektrizitätsgesellschaft, die die zuvor unabhängigen Bahngesellschaften Ferrovia Circumvesuviana, SEPSA und MetroCampania NordEst Anfang 2013 übernommen hatte.
Die S-Bahn-Linie 2 wird von Trenitalia betrieben.
Die Linien der einzelnen Verkehrsmittel verwendeten eigene Fahrkarten, bis Ende der 1990er Jahre unter der Leitung der Stadt- und Regionalverwaltungen der Verkehrsverbund Unicocampania geschaffen wurde und parallel damit zahlreiche Renovierungs- und Ausbauprojekte begonnen, mit dem Ziel, alle Strecken zu einem Stadtnetz zu vereinen.
Der öffentliche Verkehr sollte attraktiver gestaltet werden, indem der Piano delle 100 stazioni „Plan der 100 Bahnhöfe“ ins Leben gerufen wurde, der vorsieht, mindestens 100 U- und S-Bahnhöfe im Stadtgebiet zu Umsteigepunkten für den öffentlichen Verkehr auf Straßenniveau und/oder zu Park-and-Ride-Stationen auszugestaltet, Eine weitere Maßnahme zur Attraktivitätssteigerung sind die Stazioni dell'arte („Kunstbahnhöfe“), die mit modernen Kunstwerken von international bekannten Künstlern und Architekten ausgestattet wurden.

## Netz
Die Stadt Neapel verabschiedete 1997 einen ersten Verkehrsplan, dem 2000 der Verkehrsplan der Region Kampanien folgte. Die Pläne enthalten ein Netz mit acht nummerierten Linien von schienengebundenen Verkehrsmitteln, das im Jahr 2000 um die Linie 9 erweitert wurde. 2003 wurde die Linie 10 vorgeschlagen. Es sind dies die als Linien 1 und 6 bezeichnet U-Bahn-Linien, die von Trenitalia betriebene normalspurige S-Bahn Linie 2, die auf 950 mm Spurweite verkehrenden S-Bahn-Linien 3 und 4 der ehemaligen Ferrovia Circumvesuviana, die normalspurige Ferrovia Circumflegrea als S-Bahn-Linie 5, sowie die geplanten normalspurigen S-Bahn-Linien 7 und 8. Linie 9 ist eine geplante unterirdische Stadtbahn, die Linie 10 eine geplante U-Bahn-Linie.

### U-Bahn

#### Linie 1
Die Linie 1 ist als Ringlinie gestaltet, von der ungefähr die Hälfte der Strecke in Betrieb ist. Die Bauarbeiten begannen an der zuerst als Metropolitana collinare („Hügel-U-Bahn“) bezeichneten Linie im Jahr 1986. Der erste 3,8 km lange Abschnitt zwischen Vanvitelli und Colli Aminei ging am 28. März 1993 in Betrieb. Weitere Streckenabschnitte folgten in Etappen, bis Ende 2013 die Teilstrecke Piscinola–Vanvitelli–Garibaldi in Betrieb war. Die Bauarbeiten wurden immer wieder durch archäologische Funde verzögert. Bei der Eröffnung des letzten Abschnittes fehlten noch die beiden Stationen Municipio und Duomo. Erstere wurde 2015 eröffnet, letztere soll 2019 folgen. Der Abschnitt Piscinola–Secondigliano sollte im Frühjahr 2019, der restliche Abschnitt bis Di Vittorio 2020 fertig gestellt werden. Garibaldi–Flughafen soll bis 2022 folgen.
Die Linie 1 wird als Metrò dell'Arte (deutsch: „Kunst-U-Bahn“) bezeichnet. Die Stationen Dante, Museo, Materdei, Salvator Rosa, Quattrogiornate und Rione Alto wurden von internationalen renommierten Künstlern ausgestaltet und bilden somit eine kilometerlange, frei zugängliche Galerie moderner Kunst.

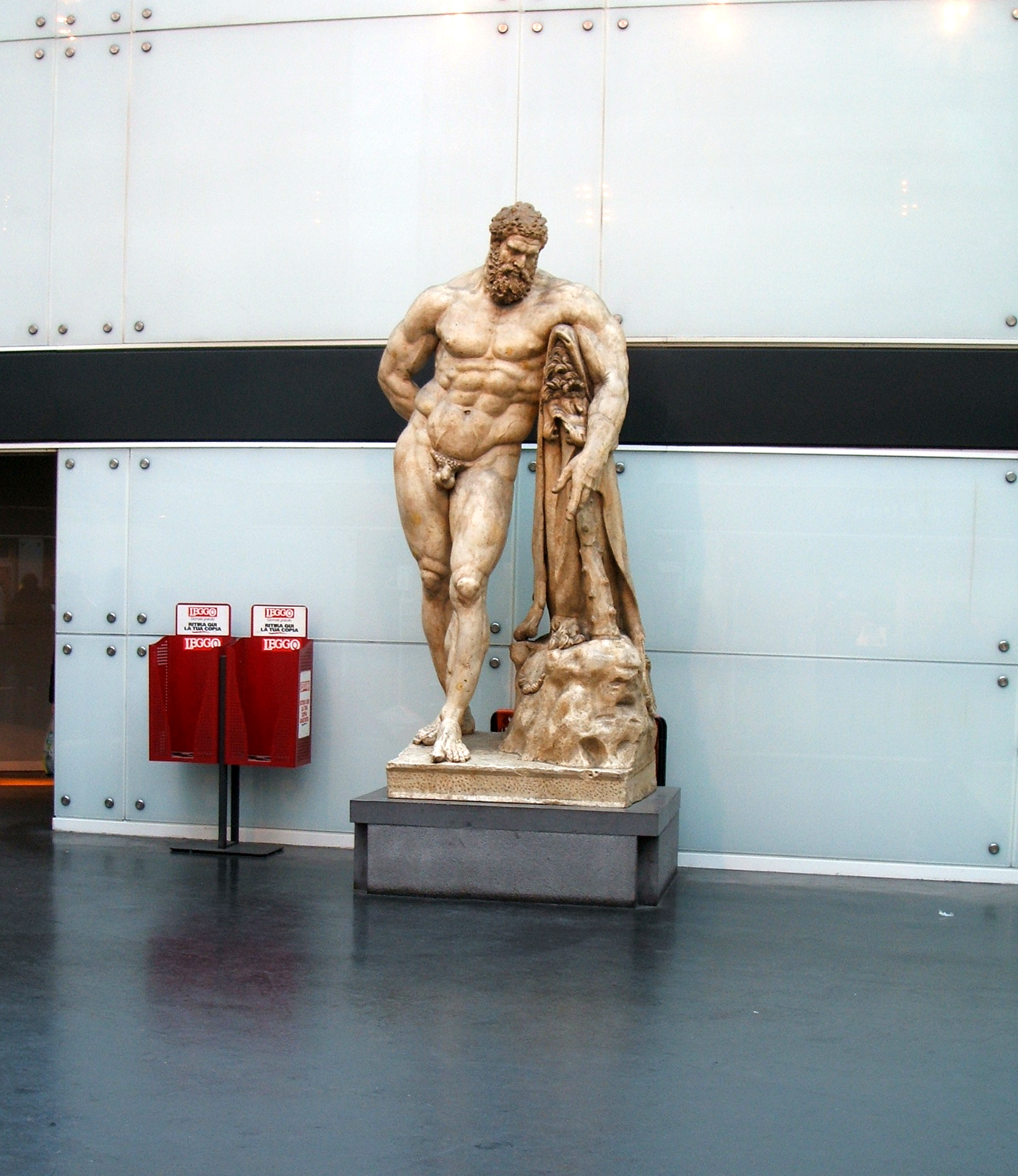
Station Museo, Farnesischer Herkules
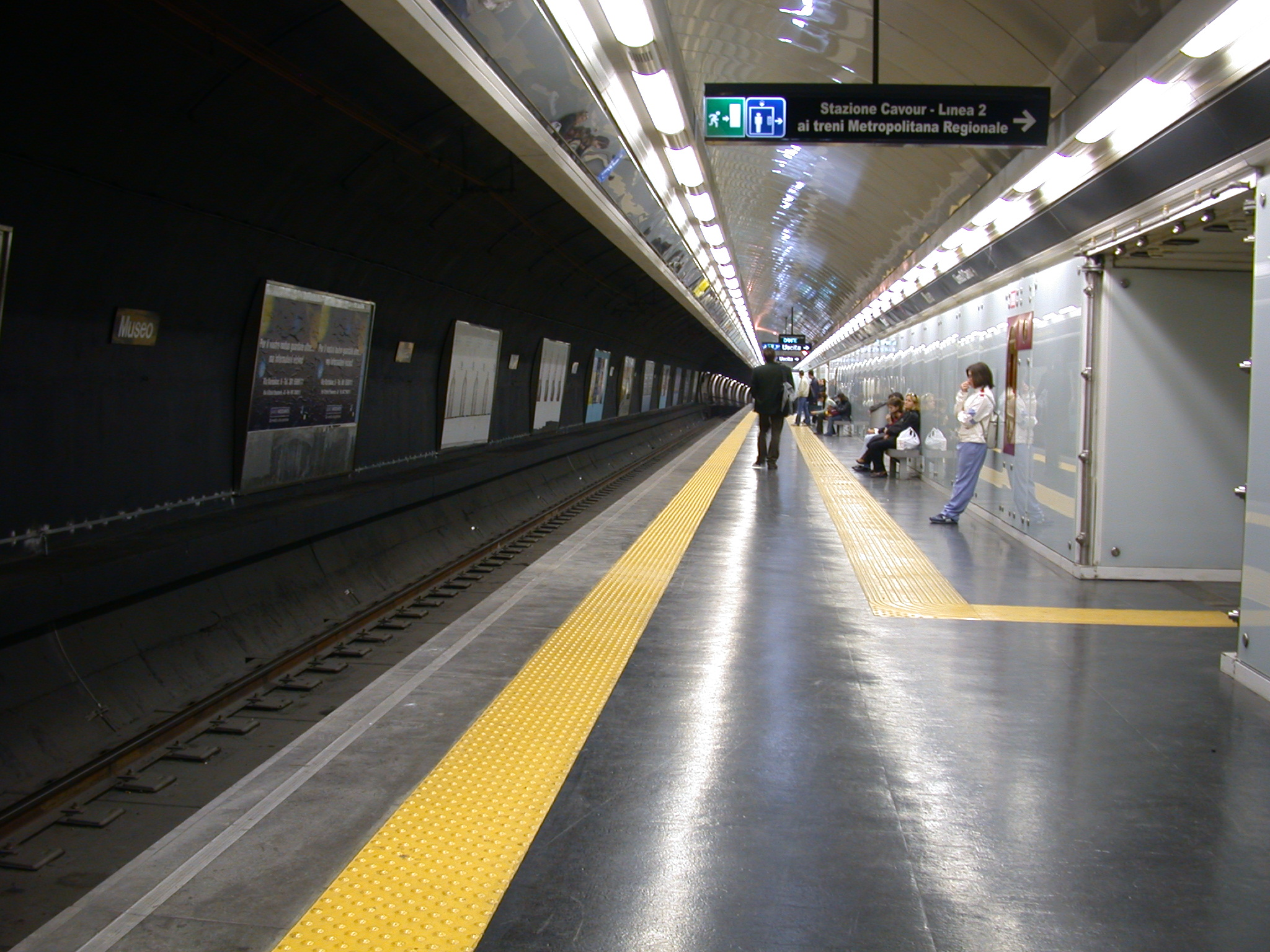
Station Museo, Linie 1
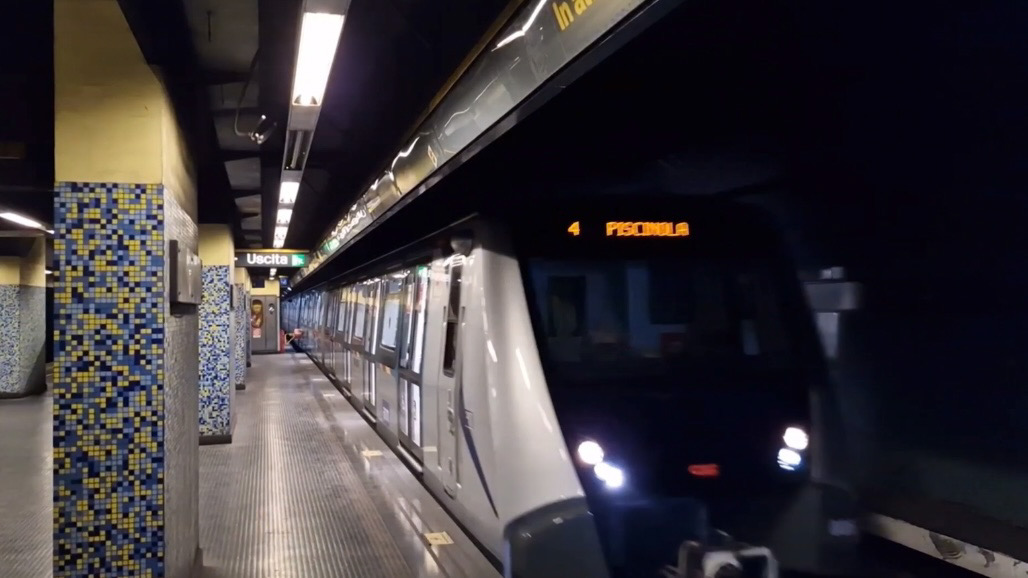
Station Colli Aminei, Linie 1
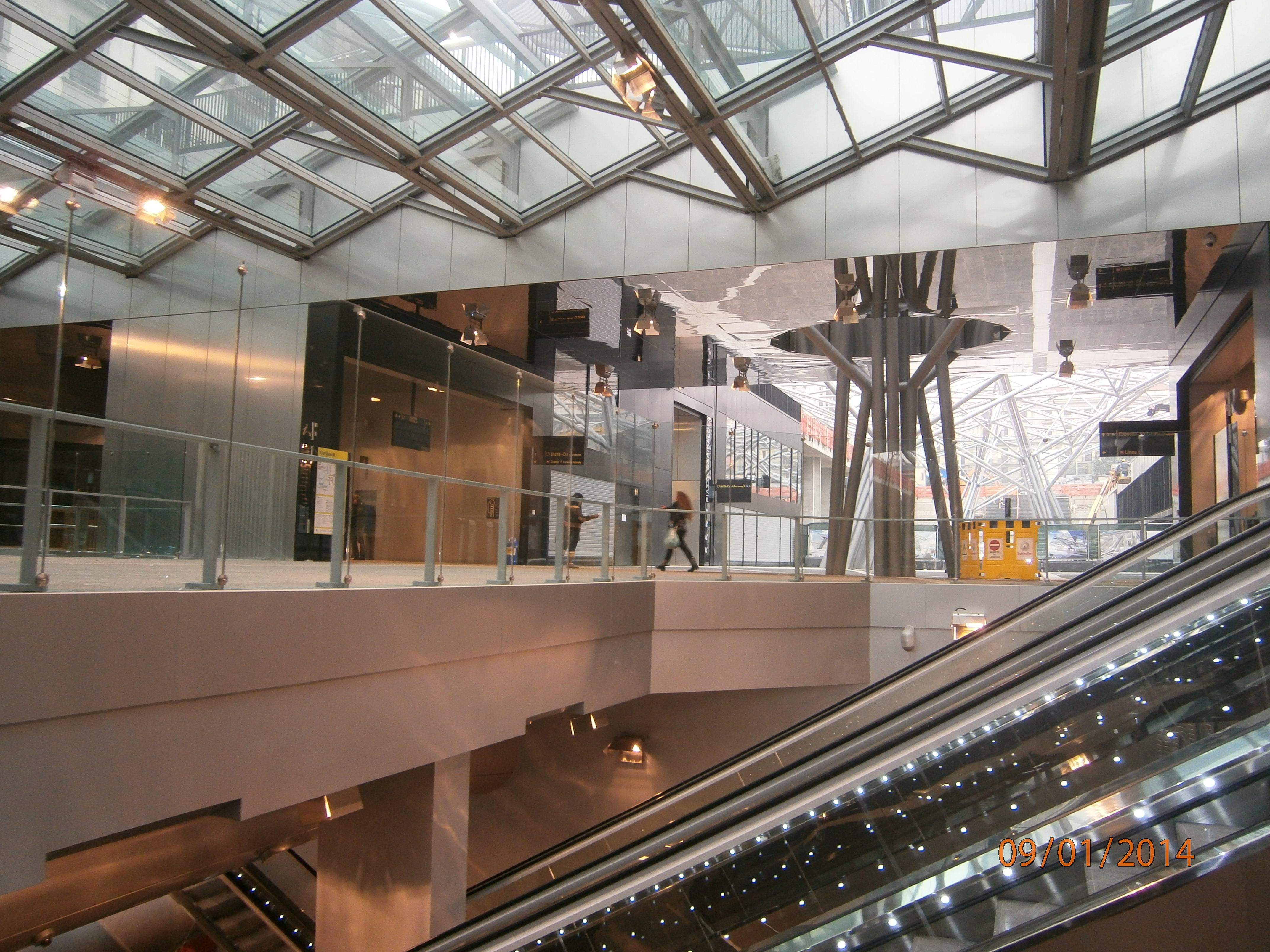
Station Garibaldi

#### Linie 6

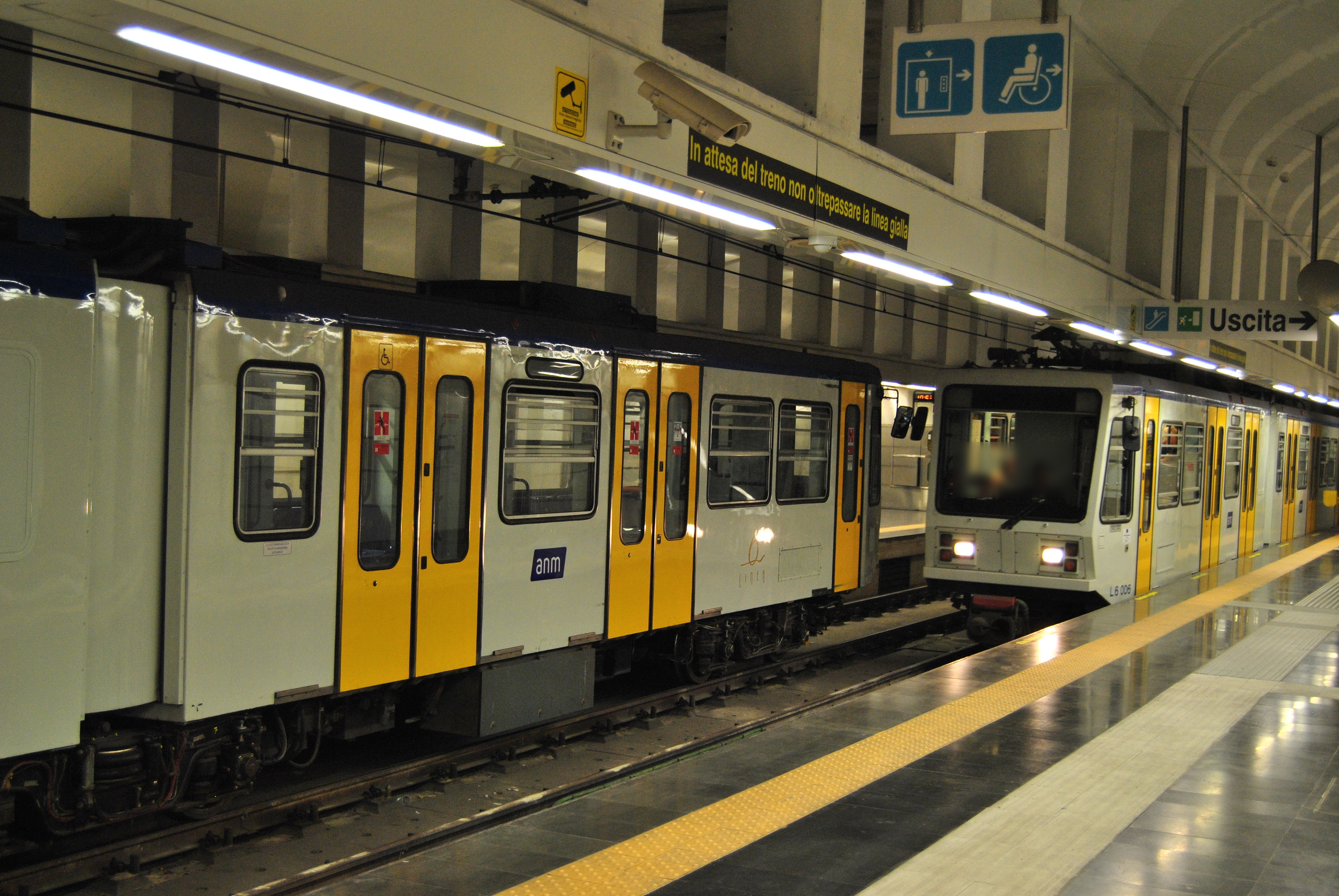
Stadtbahnwagen auf Linie 6

Diese Strecke ist seit 2011 außer Betrieb und soll 2024 wieder in Betrieb gehen.
Die Linie 6 verläuft in Ost-West-Richtung von Mostra bis Mergellina. Sie wurde als Stadtbahn mit Straßenabschnitten für die Fußball-Weltmeisterschaft 1990 geplant, jedoch entstand nur ein kurzer unterirdischer Abschnitt, der wegen Finanzierungsproblemen nie in Betrieb genommen wurde.
Nach mehreren Jahren wurde der Abschnitt als U-Bahn fertiggestellt und 2007 eröffnet, wobei der Charakter einer Stadtbahn erhalten blieb. Nach der Eröffnung verkehrten 25 m lange Stadtbahn-Gelenkwagen nur montags bis freitags im 16-Minuten-Takt. 2011 wurde der Betrieb auf der für den Verkehr unbedeutenden Linie wieder eingestellt. Eine Verlängerung in Richtung Innenstadt zur Station Municipio der Linie 1 ist in Bau und soll 2024 fertig gestellt sein. Dieser Streckenabschnitt wird, anders als früher geplant, völlig im Tunnel sein. Es ist geplant, in Zukunft sollen 39 m lange Züge eingesetzt werden.

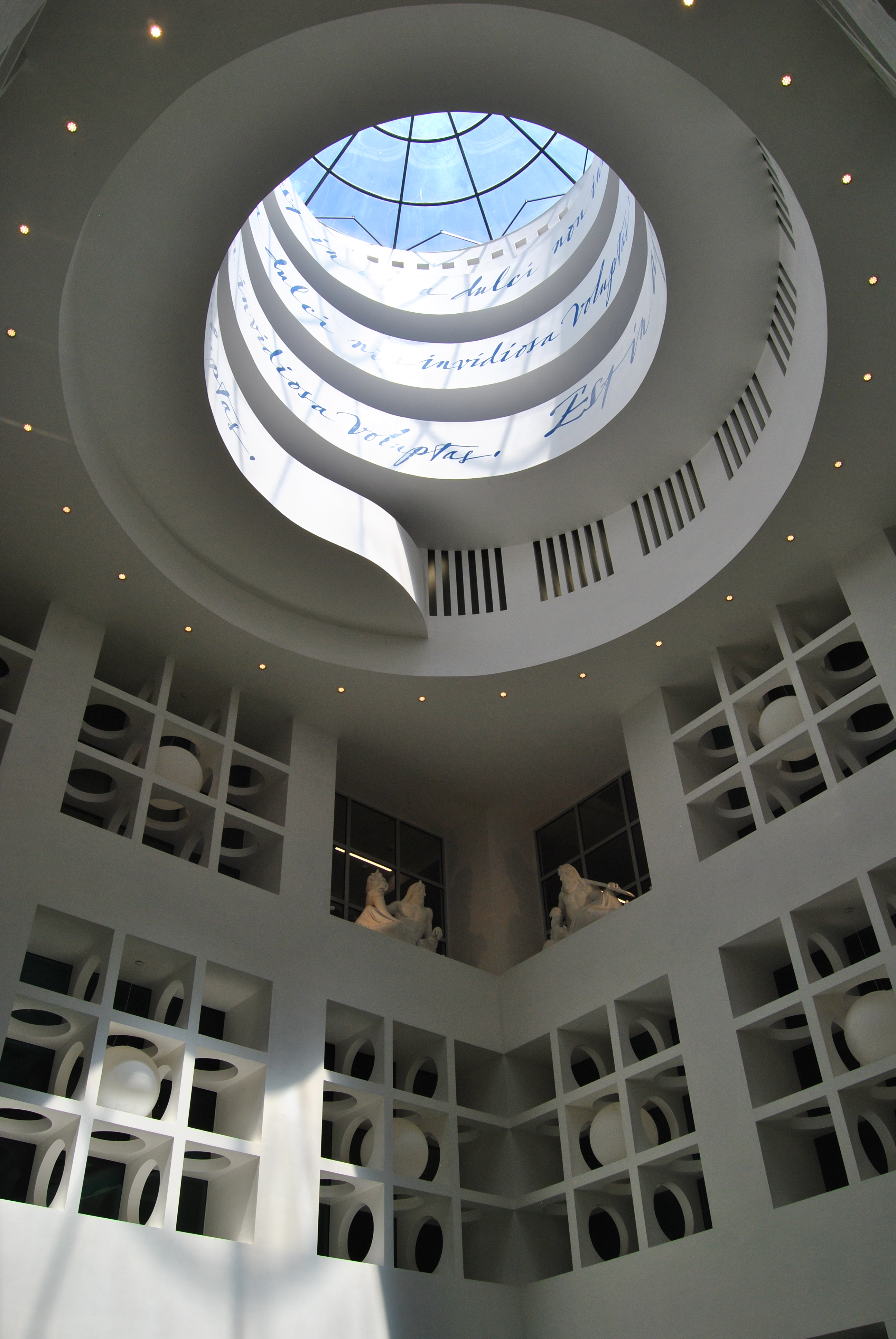
Station Chiaia
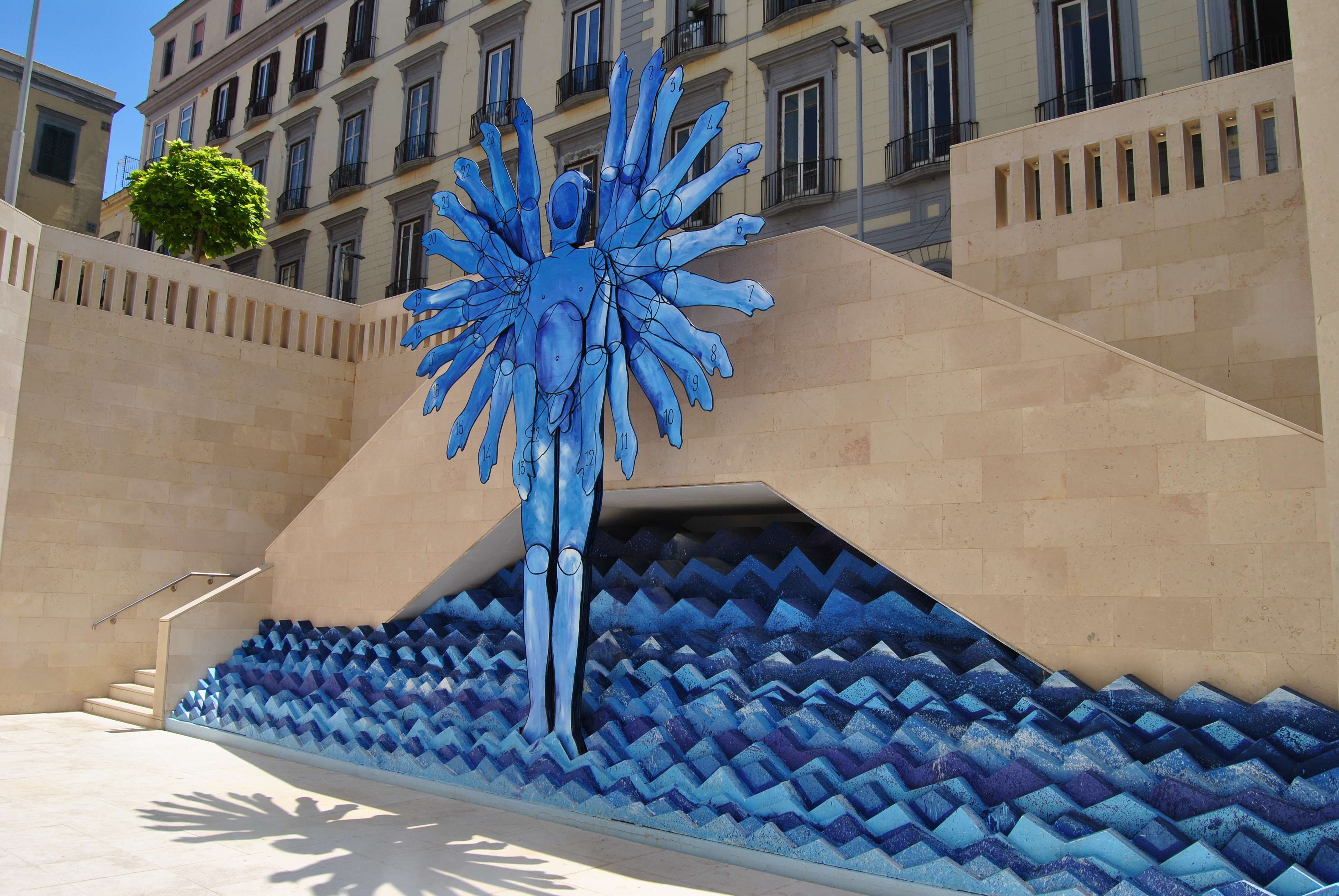
Station Chiaia
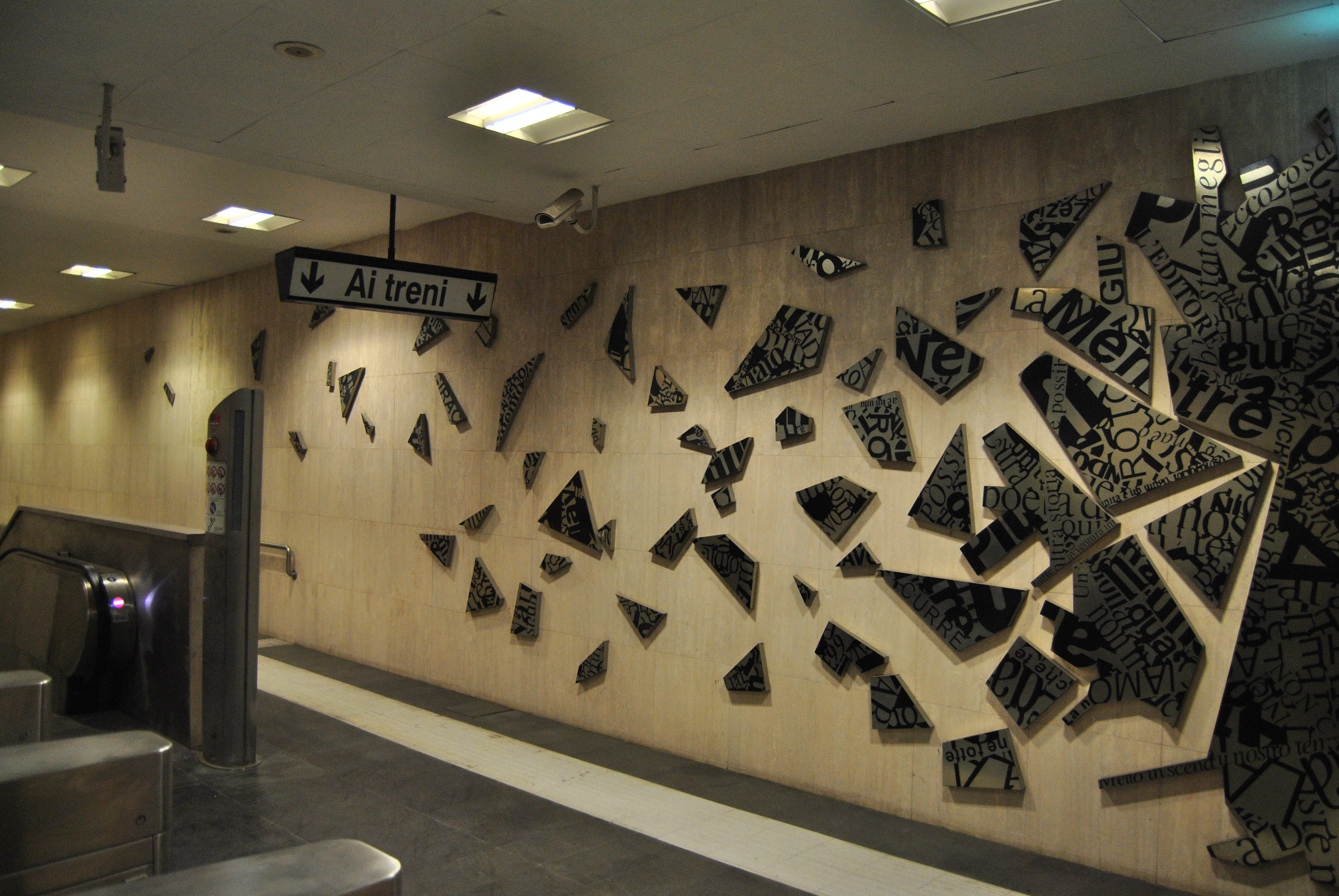
Station Lala
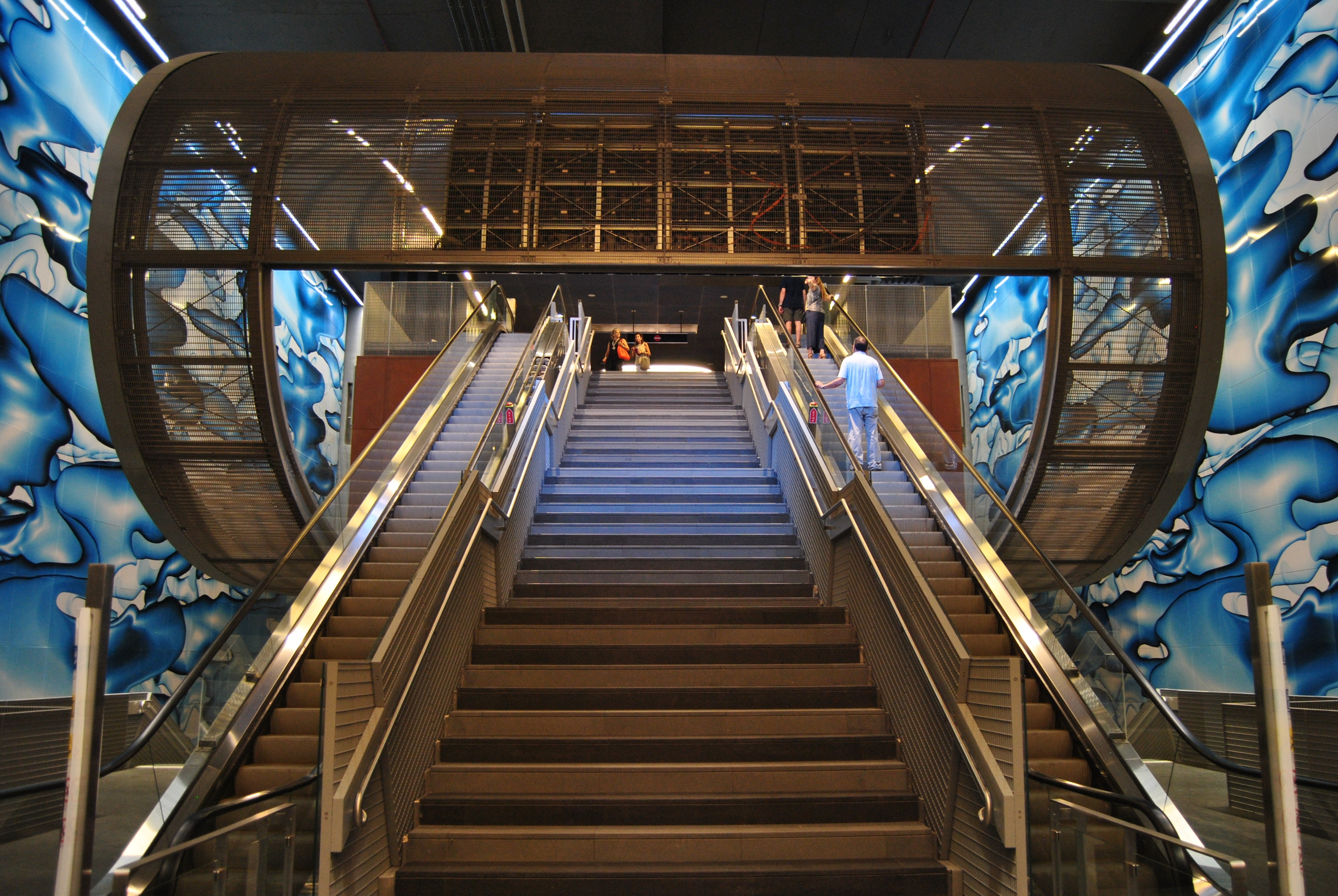
Station San Pasquale

#### Linie 11

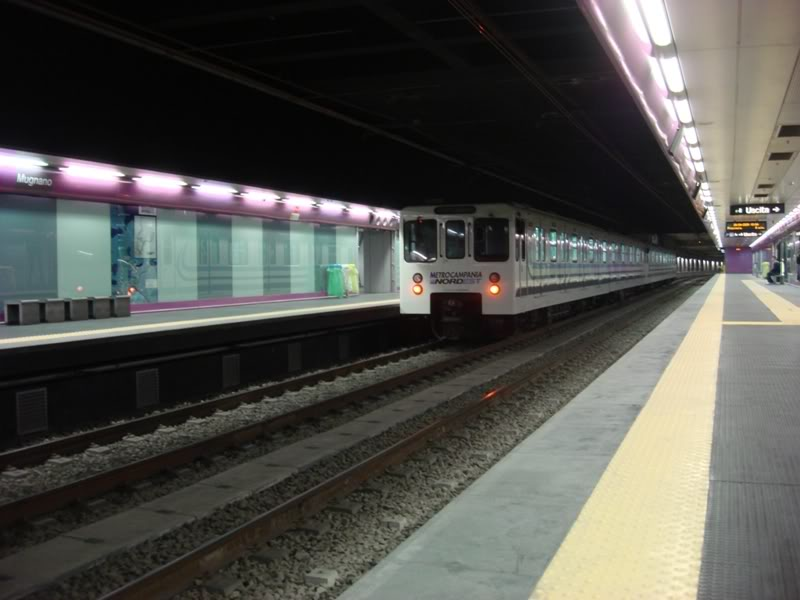
Bahnhof Mugnano

Die Linie 11, auch als „Linea Arcobaleno“ (Regenbogen-Linie) bezeichnet, ist eine unterirdische U-Bahn-Linie, die von Piscinola, dem nördlichen Endpunkt der Linie 1, nach Aversa nördlich von Neapel führt.
Die Bezeichnung Regenbogen-Linie stammt von der farbigen Kennzeichnung der einzelnen Bahnhöfe.

### S-Bahn

#### Linie 2

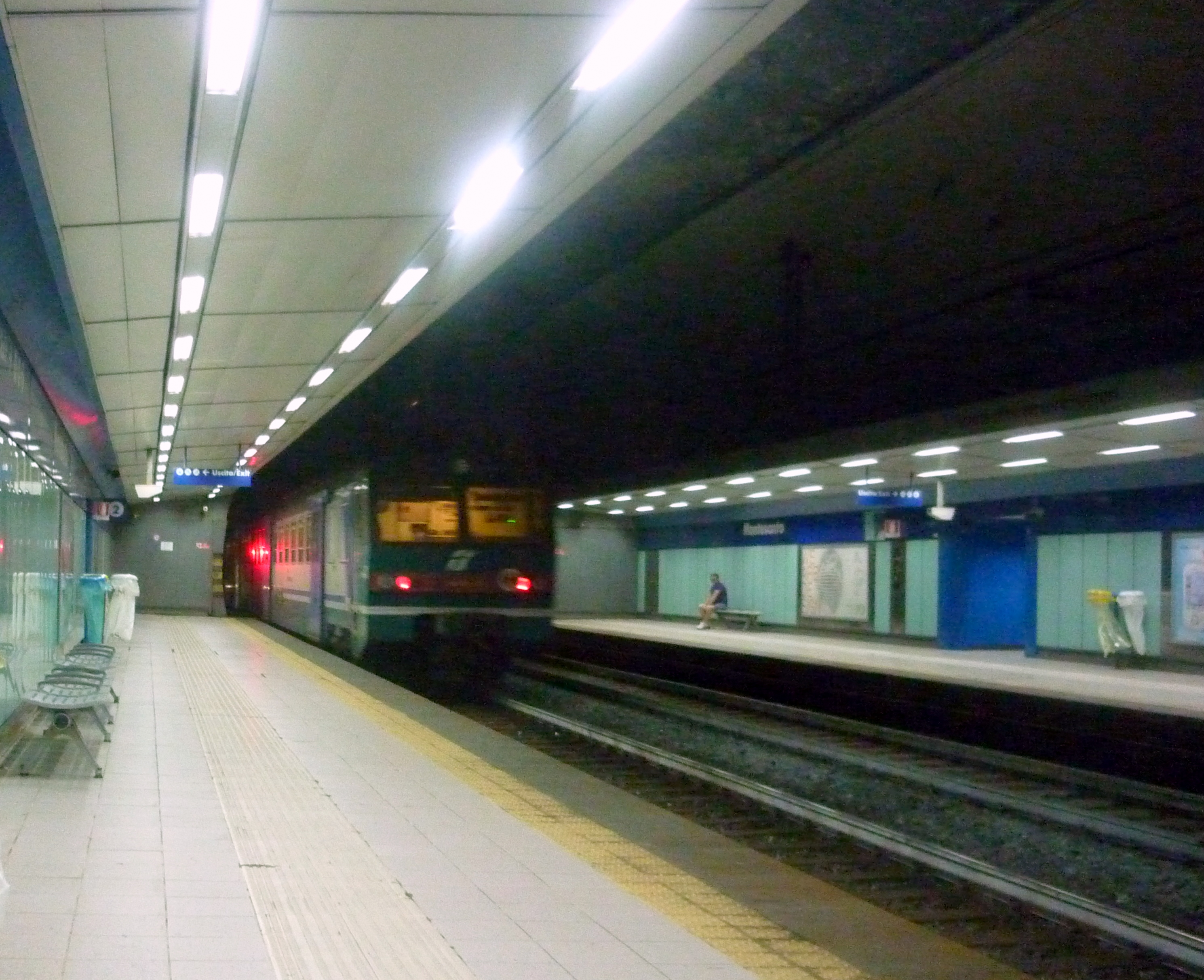
Linie 2, Bahnhof Montesanto

Die Linie 2 durchquert die Stadt Neapel in Ost-West-Richtung von Pozzuoli bis San Giovanni-Barra im östlichen Teil der Stadt.
Diese Strecke ist die alte Metropolitana FS. Der Bau begann 1911, wurde aber durch den Ersten Weltkrieg unterbrochen, so dass die Strecke erst am 20. September 1925 in Betrieb gehen konnte. Sie ist die älteste Stadtlinie Italiens.
Neben der Linie 2, die auch als Teil des U-Bahn-Netzes der Stadt betrachtet wird, benutzen drei weitere S-Bahn-Linien ohne Nummern die Strecke. Sie beginnen alle in Napoli Campi Flegrei, von wo sie nach Salerno, Capua und Castellammare di Stabia fahren.
Seit dem 1. Juni 2002 ist die Station Napoli Piazza Cavour mit einem Fußgängertunnel mit der Station Museo der U-Bahn-Linie 1 verbunden. Seit Dezember 2014 ist die Linie 2 von Napoli Gianturco nach San Giovanni-Barra verlängert.

### Vorortbahnen

#### Ferrovia Circumvesuviana

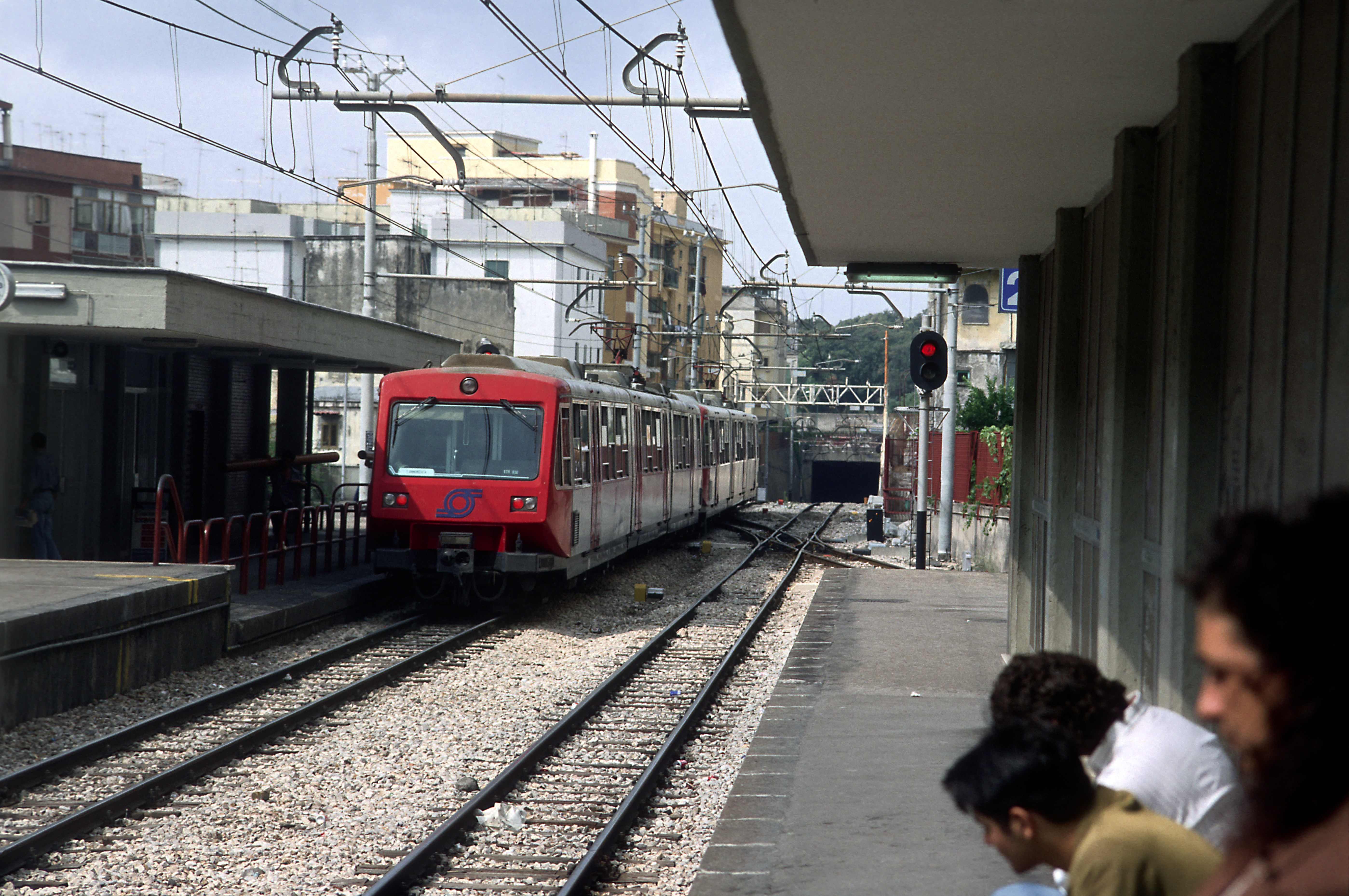
Circumvesuviana, Bahnhof Ercolano

Die von der EAV betriebene Circumvesuviana ist ein gut ausgebautes Bahnnetz, das aus mehreren modernen Schmalspurbahnen besteht und die östlichen Ballungsräume rund um den Vesuv erschließt. Das Netz besteht aus drei vom Bahnhof Porta Nolana aus führenden Strecken nach Baiano, Sarno und Poggiomarino / Sorrent. Die drei Radialstrecken wurden mit einer 2001 eröffneten Tangente Volla–San Giorgio a Cremano verbunden, die das Quartier Ponticelli mit fünf Tunnelbahnhöfen erschließt. 2004 wurde eine Verbindungsschleife Botteghelle–Madonnelle eröffnet, so dass die Züge aus Porta Nolana ohne Wenden direkt die neue Tangente erreichen können.
Die Linie 3 führt von Porta Nolana zuerst entlang der Strecke nach Baiano und wechselt bei Botteghelle über die Verbindungsschleife auf die Tangente, wo sie in San Giorgio a Cremano enden. Die Linie 4 führt von Porta Nolana entlang der Strecke nach Sarno und Enden in Vesuvio de Meis, einem Zwischenbahnhof an der Tangente.

#### Ferrovia Circumflegrea

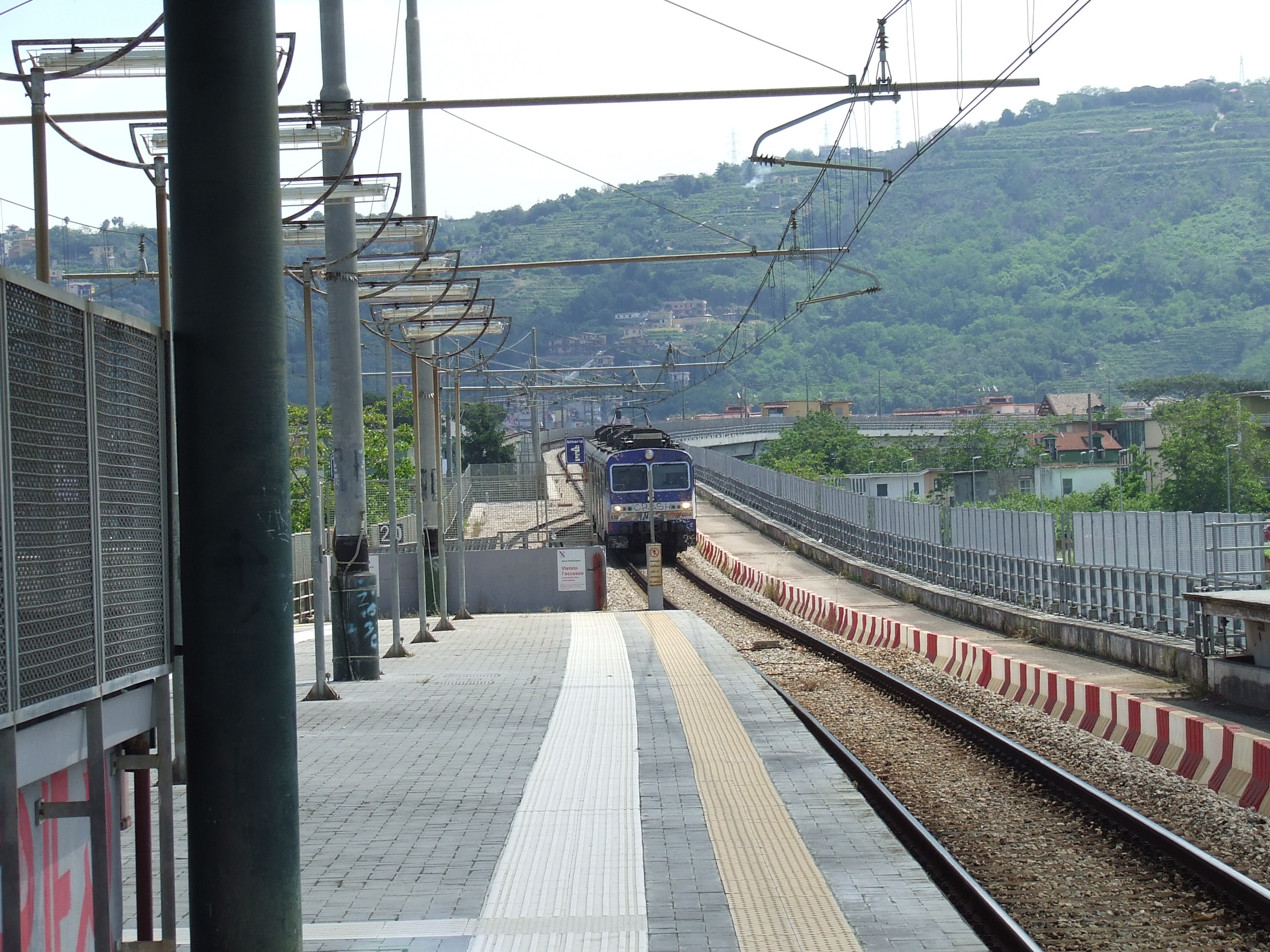
Circumflegrea, Bahnhof Quarto

Die von EAV betriebene Ferrovia Circumflegrea wurde als eingleisige Lokalbahn zwischen den 1960er Jahren und den 1990er Jahren schrittweise in Betrieb genommen. Sowohl Montesanto, der Ausgangsbahnhof in Neapel, wie auch der westliche Endbahnhof Torregaveta, werden auch von der Ferrovia Cumana benutzt.
Die Züge verkehren von Montesanto nach Licola im 20-Minuten-Takt. Bis 2011 fuhr sie über Licola hinaus bis Torregaveta, allerdings wurde der Plan 2011 stark ausgedünnt, so dass die Züge zwischen Licola und Torregaveta nur noch bis gegen Mittag fuhren und kurz darauf wurde der Betrieb auf dem Abschnitt ganz eingestellt. Eine Rundfahrt um die Phlegräischen Felder kann seitdem nicht mehr durchgeführt werden. Allerdings fahren sonntags und an Feiertagen von Juli bis September einzelne Züge der Ferrovia Cumana über Torregaveta hinaus auf der Circumflegrea-Strecke bis Cuma.

#### Ferrovia Cumana

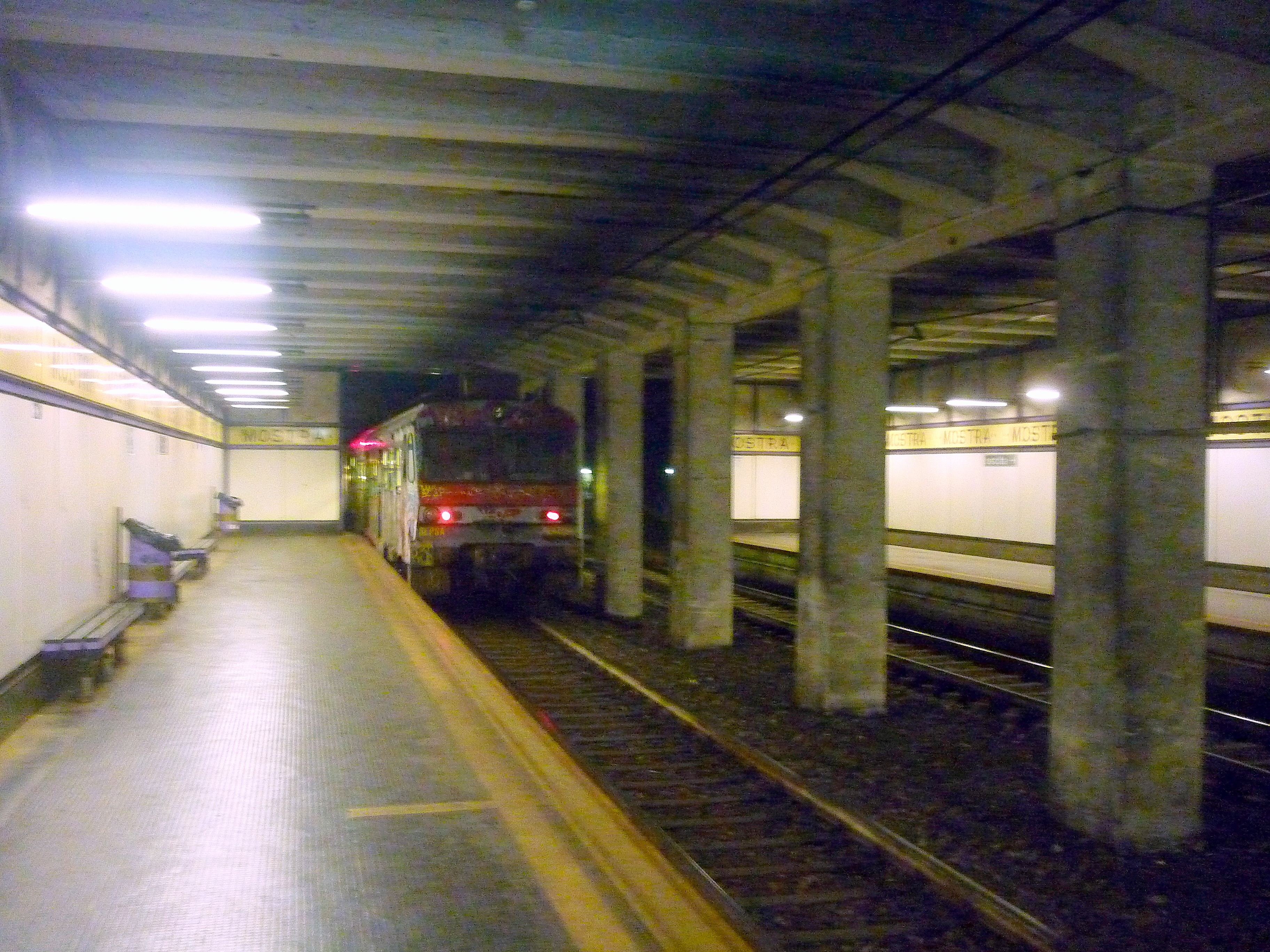
Cumana, Bahnhof Mostra

Die von EAV betriebene Ferrovia Cumana wurde als eingleisige Lokalbahn 1889 eröffnet. Sie verbindet die Innenstadt mit den Badeorten an der Küste, vor allem Pozzuoli, und wird deshalb seit ihrer Eröffnung als Ausflugsbahn benutzt. Die Züge verkehren im 20-Minuten-Takt bis Torregaveta, in den Morgenspitzen besteht zwischen Bagnoli und Montesanto ein 10-Minuten-Takt.
Sonntags und feiertags fahren von Juli bis September vier Expresszüge über die Strecke und ab Torregaveta weiter bis Cuma über die in diesem Bereich ansonsten außer Betrieb befindliche Strecke der Ferrovia Circumflegrea.

### Straßenbahn

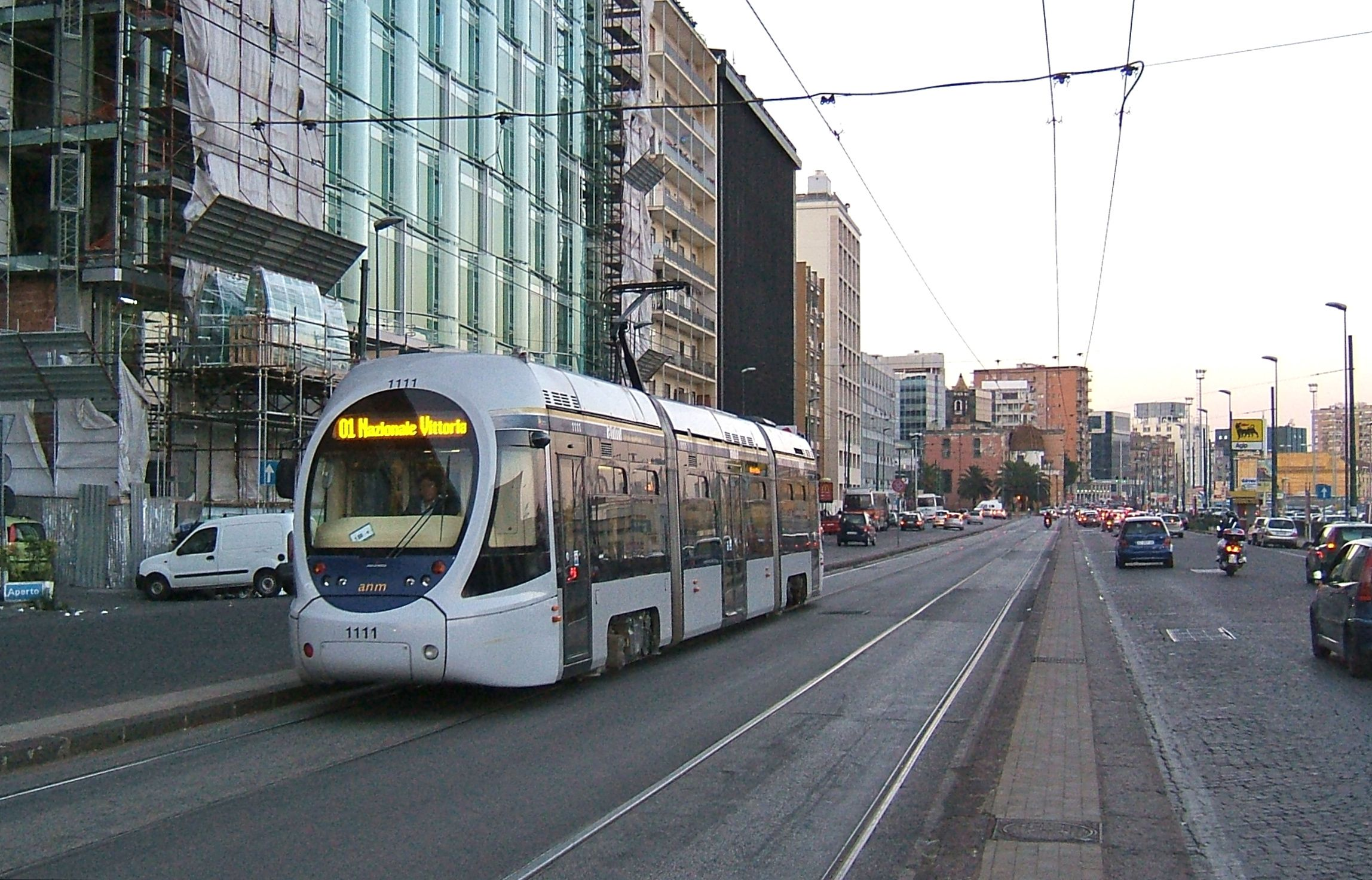
Sirio-Straßenbahnwagen von AnsaldoBreda

Von dem 1885 als Pferdestraßenbahn eröffneten Netz, das 1930 mehr als 60 Linien hatte, sind drei Linien übrig geblieben. Der Verkehr ist wegen Bauarbeiten in der Via Marina seit Juli 2016 eingestellt. Eigentlich hätte der Betrieb bereits im September 2017 wieder aufgenommen werden sollen, ruhte aber im September 2018 immer noch. Mit der Wiederaufnahme des Betriebes wird im März 2019 gerechnet.
Eine Straßenbahnstrecke führt von der Stazione Marittima entlang der Küste bis nach San Giovanni-Barra. Die andere Strecke führt von der Küste ins Landesinnere an den Bahnhöfen vorbei und weiter in nordöstliche Richtung nach Via Stradera. Eine Verlängerung von Stazione Marittima nach Osten bis G. Bruno-Sannazzaro war geplant.
An Fahrzeugen stehen 22 Sirio-Straßenbahnwagen von AnsaldoBreda aus dem Jahr 2004 und 15 Straßenbahnwagen aus den 1930er Jahren im Depot.

### Standseilbahnen

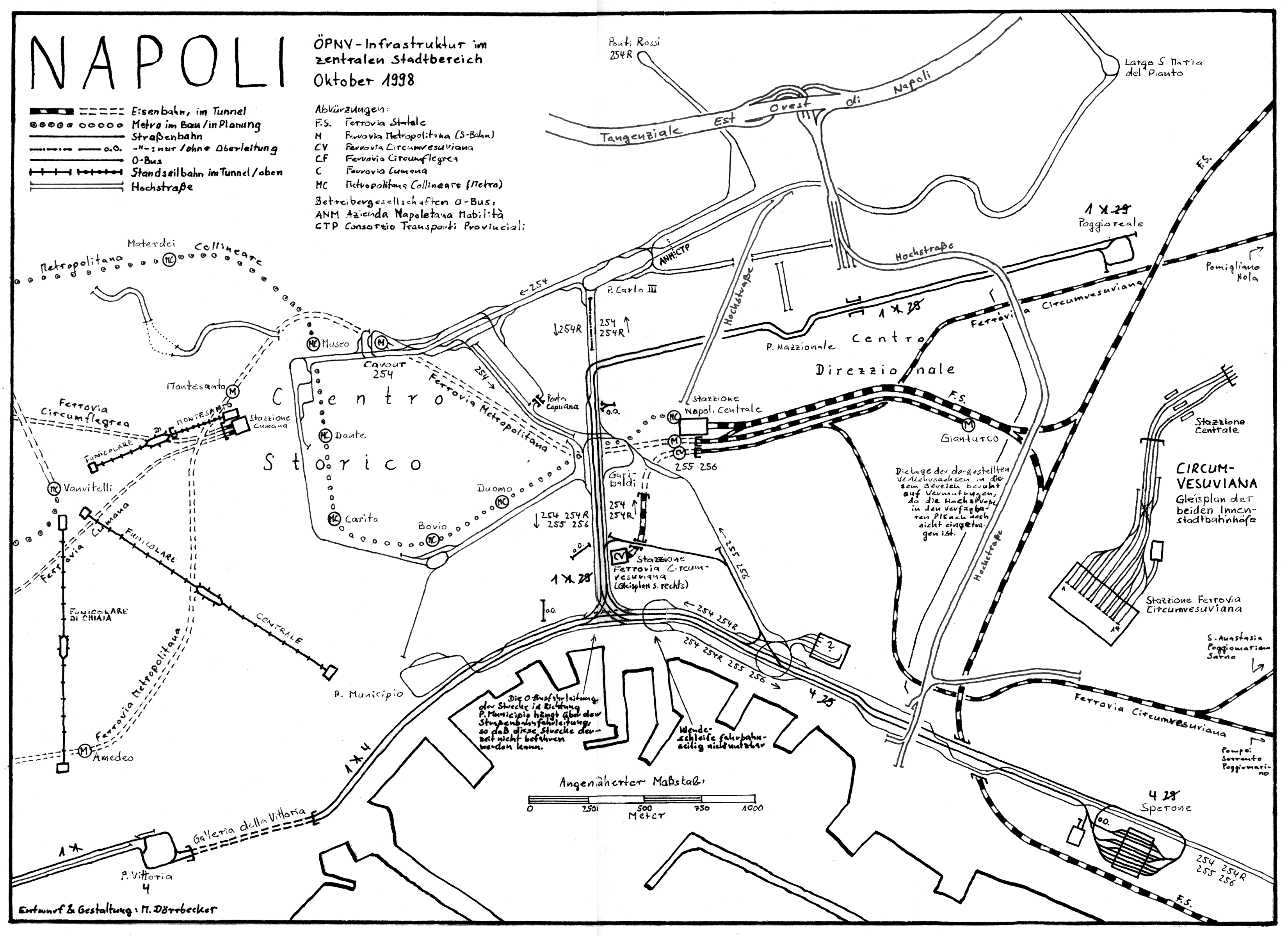
Karte des Verkehrsnetzes in der Innenstadt. Neben den Bahnhöfen der Vorortbahnen sind drei der vier Standseilbahnen zu erkennen. Das Straßenbahnnetz ist seit 1998 merklich geschrumpft.

In Neapel gibt es vier Standseilbahnen, die zum öffentliche Verkehrsnetz gehören. Drei davon verbinden das auf einem Hügel liegende eher wohlhabende Quartier Vomero mit den unteren Stadtteilen:
- Funicolare di Chiaia verbindet die Station Vanvitelli der U-Bahn-Linie 1 mit der Station Amedeo an der S-Bahn-Linie 2 im Stadtviertel Chiaia. Die Bahn wurde 1889 eröffnet und weist zwei Zwischenstationen auf. Die Zwei-Wagen-Züge fassen 300 Personen.[18]
- Funicolare di Montesanto verbindet die Station Morghen in der Nähe des Castel Sant’Elmo mit dem Bahnhof Montesanto. Die Bahn wurde 1891 eröffnet und weist ebenfalls zwei Zwischenstationen auf. Die Zwei-Wagen-Züge fassen 300 Personen.[19]
- Funicolare Centrale verbindet die Station Vantivelli der U-Bahn-Linie 1 mit der Station Augusteo. Der Name rührt davon, dass sich diese Bahn zwischen den beiden anderen Bahnen befindet. Sie wurde erst 1928 eröffnet und weist eine Zwischenstation auf. Die Drei-Wagen-Züge fassen 450 Personen.[20]

Die vierte Standseilbahn ist die Funicolare di Mergellina, die von Mergellina nach Manzoni führt. Sie wurde 1931 eröffnet und ist somit die jüngste Standseilbahn Neapels. Im Gegensatz zu den anderen Standseilbahnen in Neapel verkehren auf dieser Bahn keine Züge, sondern zwei Einzelwagen, die 60 Personen fassen und neben den beiden Endstationen drei Zwischenstationen bedienen.

### Oberleitungsbus

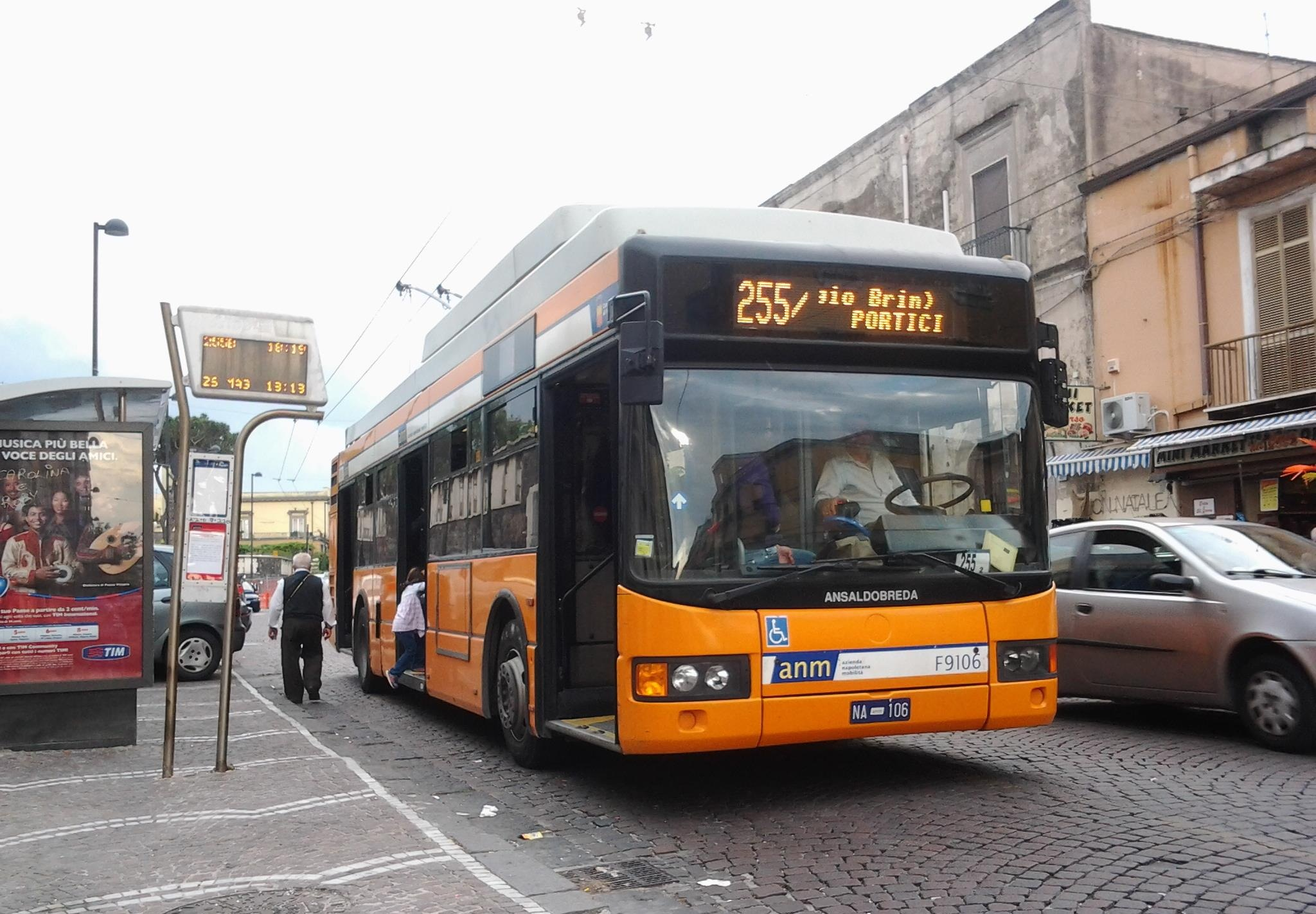
Oberleitungsbus der ANM auf der Linie 255/, in Italienisch 255-barrata genannt, die 2014 eingestellt worden ist

In Neapel gibt es noch vier Oberleitungsbus-Linien, die aus einem Netz von beinahe 30 Linien in den 1960er Jahren übrig geblieben sind. Es sind dies die Linien 201, 202, 204 und 254.

### Geplante Linien

#### Linie 7

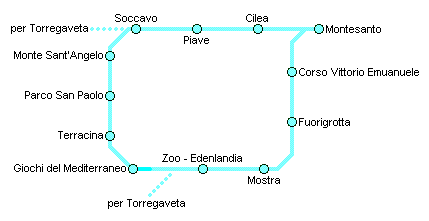
Karte der Linie 7

Die U-Bahn-Linie 7 ist eine Ringlinie mit Spitzkehre im Bahnhof Montesanto, die die Stadtteile westlich des Zentrums, im Besonderen das Universitätsquartier, bedienen soll. Von Montesanto soll sie zuerst die Bahnstrecken der Circumflegrea bis zum Bahnhof Socavo benutzen, führt dann über eine Tunnelstrecke durch das Universitätsquartier und trifft beim Bahnhof Edenlandia auf die Cumana, wo sie wieder nach Montesanto zurückführen soll.
Zusätzlich soll der Bahnhof Cilea gebaut werden, der über Aufzüge mit dem 120 m höher liegenden Bahnhof Quattro Giornate der U-Bahn-Linie 1 verbunden sein soll. Der Bahnhof Edenlandia soll unterirdisch gelegt werden und in Kennedy umbenannt werden.
2018 war der nördliche Abschnitt der Strecke durch das Universitätsquartier in Bau. Der Abschnitt Socavo – Monte Sant’Angelo soll im März 2019 eröffnet werden, der Abschnitt bis Terracina bis 2021.

#### Linie 8
Die U-Bahn-Linie 8 soll das südlich von der Cumana gelegene Quartier Bagnoli erschließen, wo auf dem Gelände des ehemaligen Eisenwerks Italsider der neue Stadtteil Bagnoli Futura entstehen soll. Die mit dem Städtebau-Projekt beauftragte Gesellschaft wurde allerdings 2014 zahlungsunfähig.
Die Strecke der Linie 8 beginnt im Bahnhof Kennedy, dem Ersatz für den heutigen Bahnhof Edenlandia, und verläuft im Tunnel nach Dazio. Das Trasse liegt südlich der Cumana, die in diesem Abschnitt aufgehoben und zurückgebaut werden soll. Damit soll die von der Cumana geschaffene Schneise zwischen Wohnquartieren und Strand beseitigt werden. Der Abschnitt Dazio–Torregaveta der Cumana bleibt unverändert erhalten.

#### Linie 9
Die im Tunnel geführte Stadtbahn-Linie 9 soll die Bahnhöfe Museo und Colli Aminei an der Linie 1 miteinander verbinden und dabei die nördlich des Stadtzentrums gelegene Quartiere erschließen. Die Strecke überwindet auf 3,6 km einen beachtlichen Höhenunterschied, so dass der bergmännisch auszubrechende Tunnel Neigungen bis zu 80 ‰ aufweisen woll, weshalb anfänglich darüber nachgedacht wurde, die Bahn als Standseilbahn auszuführen.

#### Linie 10
Die U-Bahn-Linie 10 soll das Stadtzentrum mit dem Flughafen und dem 2017 eröffneten Bahnhof Afragola an der Schnellfahrstrecke Rom–Neapel verbinden. Afragola wird von den Zügen bedient, die nicht in Napoli Centrale, sondern in Salerno enden. Das erste Baulos wäre die Strecke von Capodichino Di Vittorio – Casoria-Afragola, das die Linie 1 mit dem Bahnhof an der Bahnstrecke Rom–Formia–Neapel verbinden würde. Die Kosten für diesen Abschnitt wurden 2012 auf 305 Mio. Euro geschätzt. Das zweite Baulos wäre Casoria-Afragola – Napoli-Afragola AV, das die Verbindung zum Bahnhof an der Schnellfahrstrecke herstellen würde. Das letzte und teuerste Baulos wäre die Verlängerung von Capodichino Di Vittorio in die Innenstadt bis zum Museo.